# Janville-sur-Juine
Janville-sur-Juine là một xã ở tỉnh Essonne thuộc vùng Île-de-France miền bắc nước Pháp.
Thị trấn nằm ở hữu ngạn của sông Ouanne, which forms all of the commune's northern border.
Theo điều tra dân số năm 1999, dân số xã này là 1.788.
Danh xưng cư dân địa phương Janville-sur-Juine trong tiếng Pháp là Janvillois.